# Silent Heroes
Silent Heroes är ett datorspel i strategigenren som utspelar sig i andra världskrigsmiljö. Spelet utvecklas av ryska Best Way och distribueras av Paradox Interactive och 1C Company.